# كأس المكسيك 1946-47
كأس المكسيك 1946-47 (بالإسبانية: Copa México 1946-47)‏ هو الموسم 31 من كأس المكسيك. أشرف على تنظيمه اتحاد المكسيك لكرة القدم، وكان عدد الأندية المشاركة فيه 15، وفاز فيه U.D. Moctezuma de Orizaba ‏.